# Головчинский, Щесный
Князь Щесный Головчинский (? — 1610) — государственный деятель Великого княжества Литовского, державца любашанский (с 1581), каштелян минский (1600—1610).

## Биография
Представитель княжеского рода Головчинских (Рюриковичи). Сын маршалка господарского и старосты ляховицкого, князя Ярослава Матвеевича Головчинского (ок. 1520—1567) и Дороты Венцеславны Косцевич. Братья — князья Николай (1547—1571) и Ярослав (? — 1622).
С 1581 года упоминается в звании державца любашанского. 12 марта 1600 года князь Щесный Головчинский получил должность каштеляна минского, которую занимал до самой смерти.
Владел имениями Головчин, Езна, Цитва, Шацк и др.

## Семья и дети
Был женат на Эльжбете (Гальше) Ходкевич, дочери каштеляна виленского Иеронима Ходкевича (1500—1561) и Анны Шемет. Дети:
- Князь Ян Головчинский (? — 1631), чашник великий литовский (1624—1631), бездетен
- Княжна Регина Головчинская (? — 1640), 1-й муж — воевода минский Пётр Тышкевич (1571—1631), 2-й муж — воевода витебский Криштоф Кишка (ок. 1590—1646).